# 延康 (林桂方)
延康（えんこう）は、元代に羅平国を自称した林桂方・趙良鈐が建てた私年号。1283年旧3月。建康にも作る。

## 西暦・干支との対照表
| 延康 | 元年   |
| 西暦 | 1283年 |
| 干支 | 癸未   |